# Kawasaki 454 LTD
Kawasaki LTD 454, také označovaná jako Kawasaki EN 450, je motocykl kategorie chopper, vyvinutý firmou Kawasaki. Byl vyráběn od roku 1985 do roku 1990. Jeho předchůdce byl motocykl Kawasaki LTD 440, nástupcem se stal Kawasaki EN 500.
Motor vznikl jako polovina motoru modelu Kawasaki Ninja 900Z, který má objem 908 cm³. Přenos síly na zadní kolo obstarává ozubený řemen.

## Technické parametry
- Rám:
- Suchá hmotnost vozidla:
- Pohotovostní hmotnost vozidla: 200 kg
- Maximální rychlost: 171 km/h
- Spotřeba paliva: l/100 km